# Zwartkruinmees
De zwartkruinmees (Baeolophus atricristatus) is een zangvogel uit de familie Paridae (echte mezen).

## Verspreiding en leefgebied
Deze soort komt voor in Texas en Mexico en telt drie ondersoorten:
- B. a. paloduro: noordelijk Texas, zuidwestelijk Oklahoma, zuidwestelijk Texas en noordelijk Mexico.
- B. a. sennetti: centraal en zuidelijk Texas.
- B. a. atricristatus: Rio Grande-vallei (zuidelijk Texas) en noordoostelijk Mexico.